# Kostel svatého Bartoloměje (Vážany nad Litavou)
Kostel svatého Bartoloměje je římskokatolický chrám v obci Vážany nad Litavou v okrese Vyškov. Je chráněn jako kulturní památka České republiky.. Kostel byl vybudován ve 13. století.
Jde o farní kostel farnosti Vážany nad Litavou.

## Historie
Kostel byl postaven ve 13. století a v 17. století byl upraven.

## Galerie

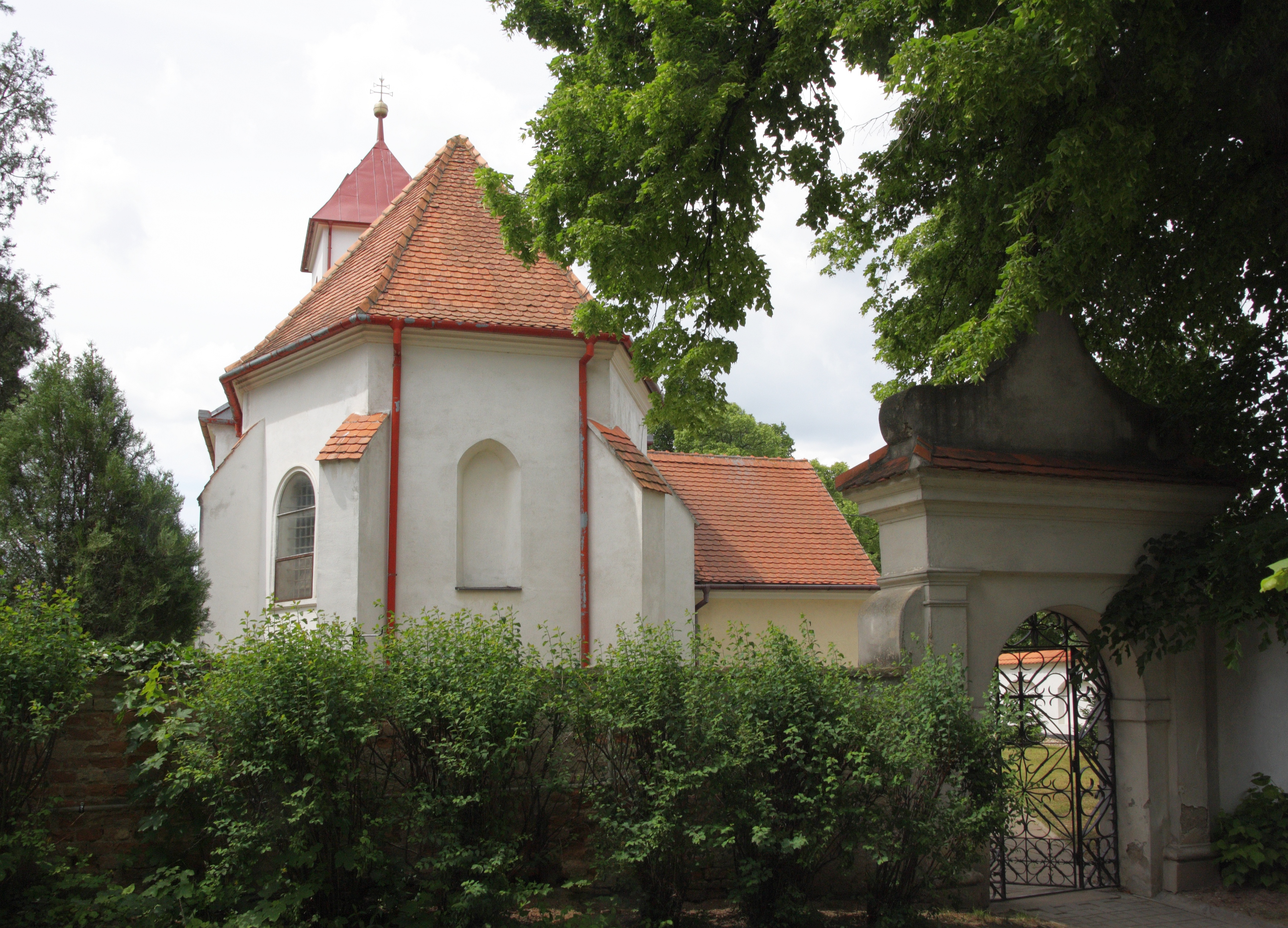
Presbytář a brána ke kostelu
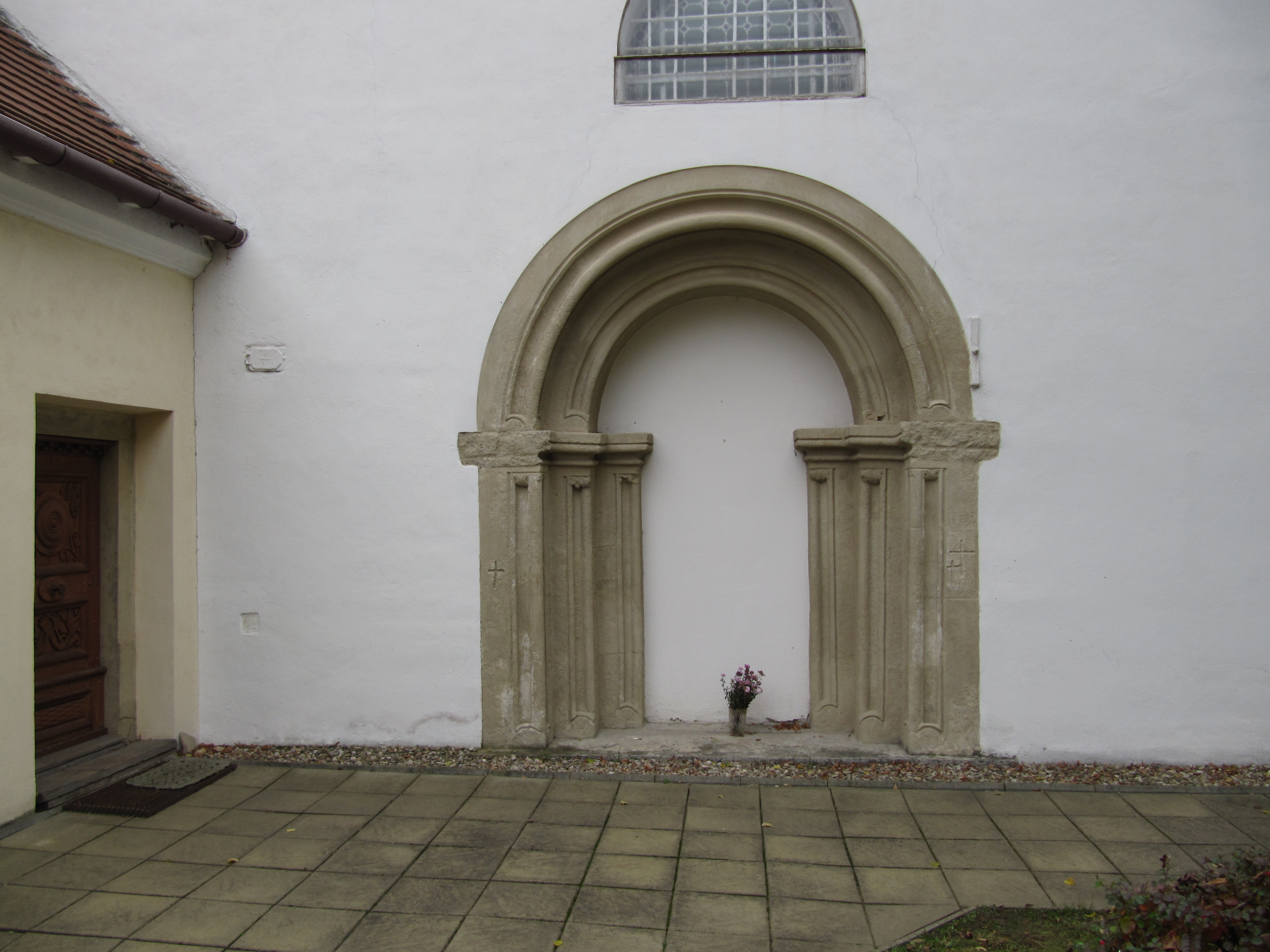
románský portál na severní straně kostela
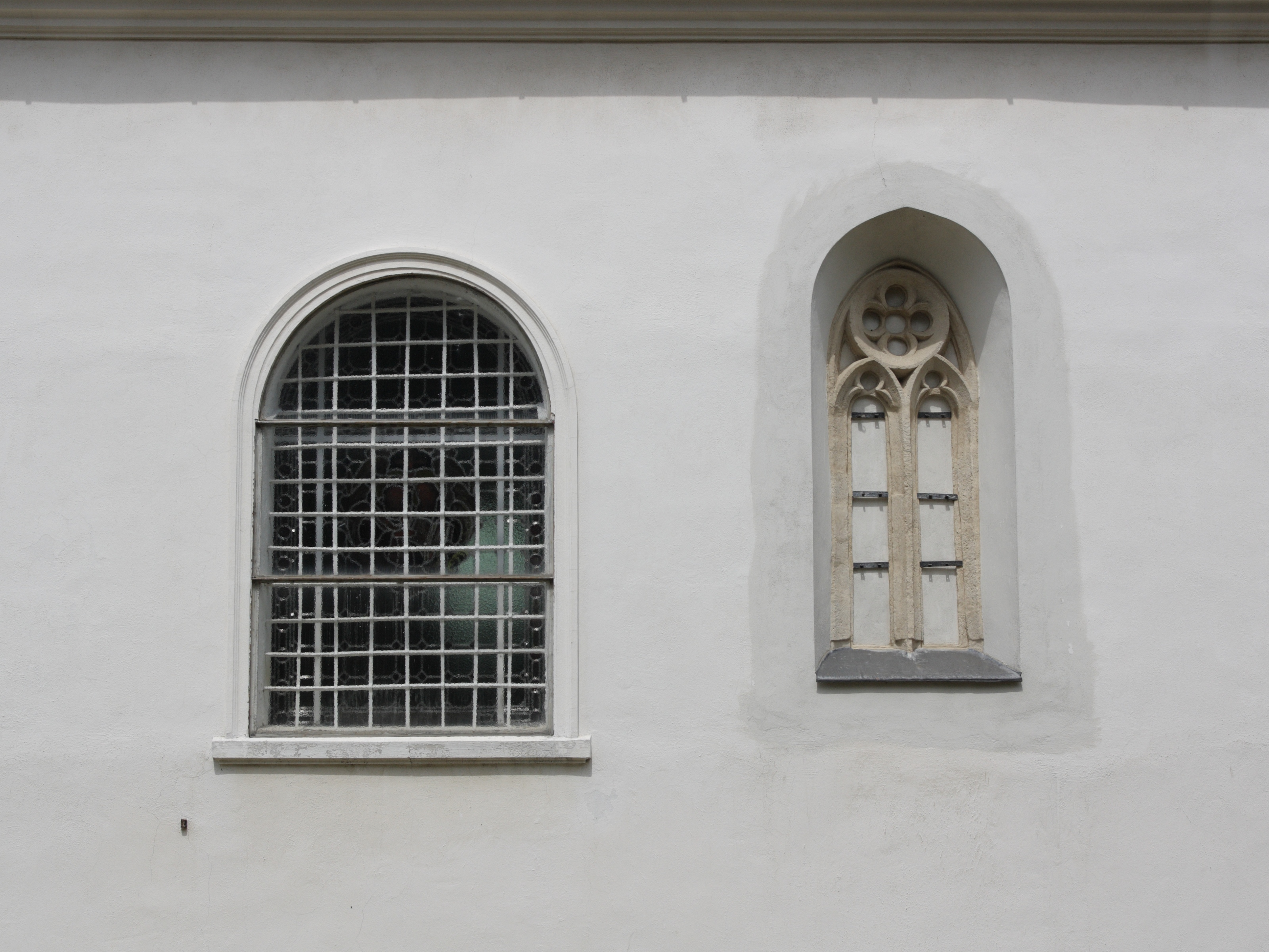
gotické ostění na jižní straně kostela